# Rutelins
Els rutelins (Rutelinae) son una subfamília de coleòpters polífags de la família dels escarabèids. Té una distribució cosmopolita amb més de 4000 espècies descrites
Tenen colors brillants amb iridescència metàl·lica i s'han arribat a pagar preus exorbitants per espècies rares. Un dels motius de ser tan cars és que algunes espècies només es troben en zones de muntanyes nebuloses i remotes d'Amèrica del Sud. Les espècies del gènere Fruhstorferia tenen unes mandíbules similars al casc d'un guerrer samurai.

## Taxonomia
El rang taxonòmics dels rutelins ha variat al llarg dels anys, ja que havien estat considerats una família independent. Segons la darrera revisió dels coleòpters, té rang de subfamília dins dels escarabèids, amb les següents tribus i subtribus:
- Tribu Adoretini Burmeister, 1844
  - Subtribu Adoretina Burmeister, 1844
  - Subtribu Adorrhinyptiina Arrow, 1917
  - Subtribu Pachyrhinadoretina Ohaus, 1912
  - Subtribu Prodoretina Ohaus, 1912
  - Subtribu Trigonostomusina Ohaus, 1912
- Tribu Alvarengiini Frey, 1975
- Tribu Anatistini Lacordaire, 1856
- Tribu Anomalini Streubel, 1839 (nomen protectum)
  - Subtribu Anisopliina Burmeister, 1844
  - Subtribu Anomalina Streubel, 1839 (nomen protectum)
  - Subtribu Isopliina Péringuey, 1902
  - Subtribu Leptohopliina Potts, 1974
  - Subtribu Popilliina Ohaus, 1918
- Tribu Anoplognathini MacLeay, 1819
  - Subtribu Anoplognathina MacLeay, 1819
  - Subtribu Brachysternina Burmeister, 1844
  - Subtribu Phalangogoniina Ohaus, 1918
  - Subtribu Platycoeliina Burmeister, 1844
  - Subtribu Schizognathina Ohaus, 1918
- Tribu Geniatini Burmeister, 1844
- Tribu Rutelini MacLeay, 1819
  - Subtribu Areodina Burmeister, 1844
  - Subtribu Desmonychina Arrow, 1917
  - Subtribu Didrepanephorina Ohaus, 1918
  - Subtribu Heterosternina Bates, 1888 (nomen protectum)
  - Subtribu Lasiocalina Ohaus, 1918
  - Subtribu Oryctomorphina Burmeister, 1847
  - Subtribu Parastasiina Burmeister, 1844
  - Subtribu Rutelina MacLeay, 1819